# Bob Finlay
Bob Finlay (eigentlich Robert Finlay; * 3. August 1943 in London, Vereinigtes Königreich) ist ein ehemaliger kanadischer Langstreckenläufer.
Über 5000 m wurde er bei den Panamerikanischen Spielen 1967 in Winnipeg Vierter, bei den Olympischen Spielen 1968 in Mexiko-Stadt Elfter und bei den British Commonwealth Games 1970 in Edinburgh Neunter.
Bei den Olympischen Spielen 1972 in München schied er über 5000 m im Vorlauf aus.
1968 und 1969 wurde er Kanadischer Meister über 5000 m und 1970 im Crosslauf.

## Persönliche Bestzeiten
- 3000 m: 7:56,8 min, 23. August 1972, München
- 5000 m: 13:42,0 min, 3. August 1968, London